# Марія-майстриня (фільм)
«Марія-майстриня», «Мар'я-мисткиня» (рос. «Марья-искусница») — російський радянський художній фільм-казка, поставлений на Московській кіностудії імені М. Горького в 1959 році Кінорежисером Олександром Роу за п'єсою Євгена Шварца.
Прем'єра фільму в СРСР відбулася 24 березня 1960 року.

## Анонс
Відставний солдат-барабанщик повертається в рідні краї. Двоє ведмежат попросили його виручити з капкана їх діда. Далі солдат натрапив на сонного Іванка. Іванко розповів солдату, що шукає свою матір — Мар'ю-майстриню, викрадену водяним царем Водокрутом Тринадцятим.

## У головних ролях
- Михайло Кузнецов — відставний солдат
- Нінель Мишкова — Марія-майстриня
- Віктор Перевалов — Ваня, син Мар'ї
- Анатолій Кубацький — Водокрут XIII
- Оля Хачапурідзе — Альонка, внучка Водокрута
- Георгій Мілляр — Квак
- Віра Алтайська — Тітонька-Непогідонька
- Сергій Троїцький — скарбник Алтин Алтинич
- Олександр Хвиля — мудрець-мовчальник
- Микита Кондратьев — гордовитий придворний / Морський Півень

## В епізодах
- Олександр Альошин — пірат
- Олександр Баранов — пірат
- Валентин Брилєєв — пірат
- Микола Кузнецов — одноокий пірат
- Костянтин Немоляєв — пірат
- Володимир Піцек — пірат
- Костянтин Старостін — пірат
- Ель Трактовенко — епізод
- Михайло Щербаков — пірат
- Володимир Клуні — пірат

## Знімальна група
- Сценарій — Євгена Шварца
- Постановка — Олександра Роу
- оператор — Дмитро Суренський
- Художник — Євген Галей
- Режисер — Б. Канівський
- Композитор — Андрій Волконський
- Звукооператор — Анатолій Дикан
- Текст пісень — Володимира Ліфшица
- Комбіновані зйомки:
Художники — Арсеній Клопотовський, Володимир Нікітченко
Оператор — Леонід Акимов
- Оркестр Управління по виробництву фільмів
Диригент — Арнольд Ройтман
- Директор картини — Борис Краковський
- Творча майстерня — Леоніда Лукова

## Технічні дані
- Кольоровий, звуковий (моно)

## Релізи

### (VHS\DVD)
У 1980-і роки СРСР фільм випускався на ліцензійних VHS виданням «Відеопрограма Держкіно СРСР», у 1990—2002 роках — кіновідеооб'єднання «Крупний план». У Росії в 1990-е випускався також на VHS студіями «PRO Video», «Відеопроект» та «Дім Відео». Також випущений на VHS та DVD компанією «Майстер Тейп» і студією «Союз-Відео». З 2005 року випущений на DVD з повною реставрацією зображення та звуку компанією «RUSCICO».